# Новоалексеевка (Покровский район)
Новоалексеевка (укр. Новоолексіївка) — село на Украине, находится в Покровском районе Донецкой области.
Код КОАТУУ — 1422785004. Население по переписи 2001 года составляет 177 человек. Почтовый индекс — 85364. Телефонный код — 623.
7 ноября 2024 года в ходе боёв за Покровск Вооружённые силы РФ заняли Новоалексеевку.

## Адрес местного совета
85364, Донецкая область, Покровский р-н, с.Петровка, ул.Центральная, 2, тел. 5-30-3-42